# Wereldkampioenschappen bobsleeën 1930
De wereldkampioenschappen bobsleeën in 1930 werden gehouden in het Zwitserse Caux-sur-Montreux op 25 en 26 januari. Op het 2.504 meter lange Crêt-d’y-Bau-parcours haalden de atleten een maximale snelheid van 80 tot 90 kilometer per uur met een gemiddeld stijgingspercentage van 9,5%. De tijden werden elektronisch gemeten, een lichtpaneel stelde de toeschouwers in staat om op elk moment de locatie van de bobslee op de baan te bepalen. Acht landen schreven zich in voor de enige wedstrijd in de viermansbob.
Tijdens de training reed de Zuid-Slavische bob, die werd bemand door studenten van de Universiteit van Lausanne, in een bocht door een verkeerde manoeuvre uit de ijsmuur en botste tegen een boom. De stuurman B. Jukowitsch liep een fractuur op van de schedel, het bekken en het been, de twee studenten P. Nowakowitsch en A. Djuparin leden aan een zware hersenschudding of meerdere gebroken ribben. De vierde inzittende van de bobslee bleef ongedeerd.

## Uitslag
Zowel op zaterdag als zondag werden er twee runs verreden, de twee snelste tijden bepaalden de eindscore.
| Plaats | Team     | Bobbers                                                    | Eindscore   | Totaaltijd   |
| ------ | -------- | ---------------------------------------------------------- | ----------- | ------------ |
| 1      | ITA (I)  | Franco Zaninetta Giorgio Biasini Antonio Dorini Gino Rossi | 5.40,18 min | 11.29,95 min |
| 2      | SUI (II) | Jean Mollien John Schneiter André Mollien William Pichard  | 5.41,24 min | 11.36,65 min |
| 3      | GER (II) | Fritz Grau Hans Picker Albert Brehme Bertram               | 5.41,42 min | 11.36,95 min |
| 4      | GER (I)  | Werner Zahn                                                | 5.44,00 min | 12.57,59 min |
| 5      | SUI (I)  | Flavien Grosjean H. Bonvin R. de Sepibus H. Savioz         | 5.48,71 min | 11.43,17 min |
| 6      | GBR (I)  | Ralph Wallace                                              | 5.50,23 min | 11.46,65 min |
|        | ITA (II) | Rigazzio                                                   |             | 11.47,13 min |
|        | ARG (I)  | Martinez de Hoz                                            |             | 11.51,94 min |
|        | FRA (I)  | Lefèvre                                                    |             | 12.13,26 min |
|        | FRA (II) | Miltat                                                     |             | 12.54,16 min |
|        | SPA (I)  | Pons                                                       |             | 13.18,95 min |
|        | AUT (I)  | Heidinger Judamayer                                        |             | DNF          |

## Medaillespiegel
| Plaats | Land        | Goud | Zilver | Brons | Totaal |
| ------ | ----------- | ---- | ------ | ----- | ------ |
| 1      | Italië      | 1    | 0      | 0     | 1      |
| 2      | Zwitserland | 0    | 1      | 0     | 1      |
| 3      | Duitsland   | 0    | 0      | 1     | 1      |